# Tamoil
Niektóre z zamieszczonych tu informacji wymagają weryfikacji.
Dokładniejsze informacje o tym, co należy poprawić, być może znajdują się w dyskusji tego artykułu.
 Po wyeliminowaniu niedoskonałości należy usunąć szablon [[Szablon:Dopracować|]] z tego artykułu.

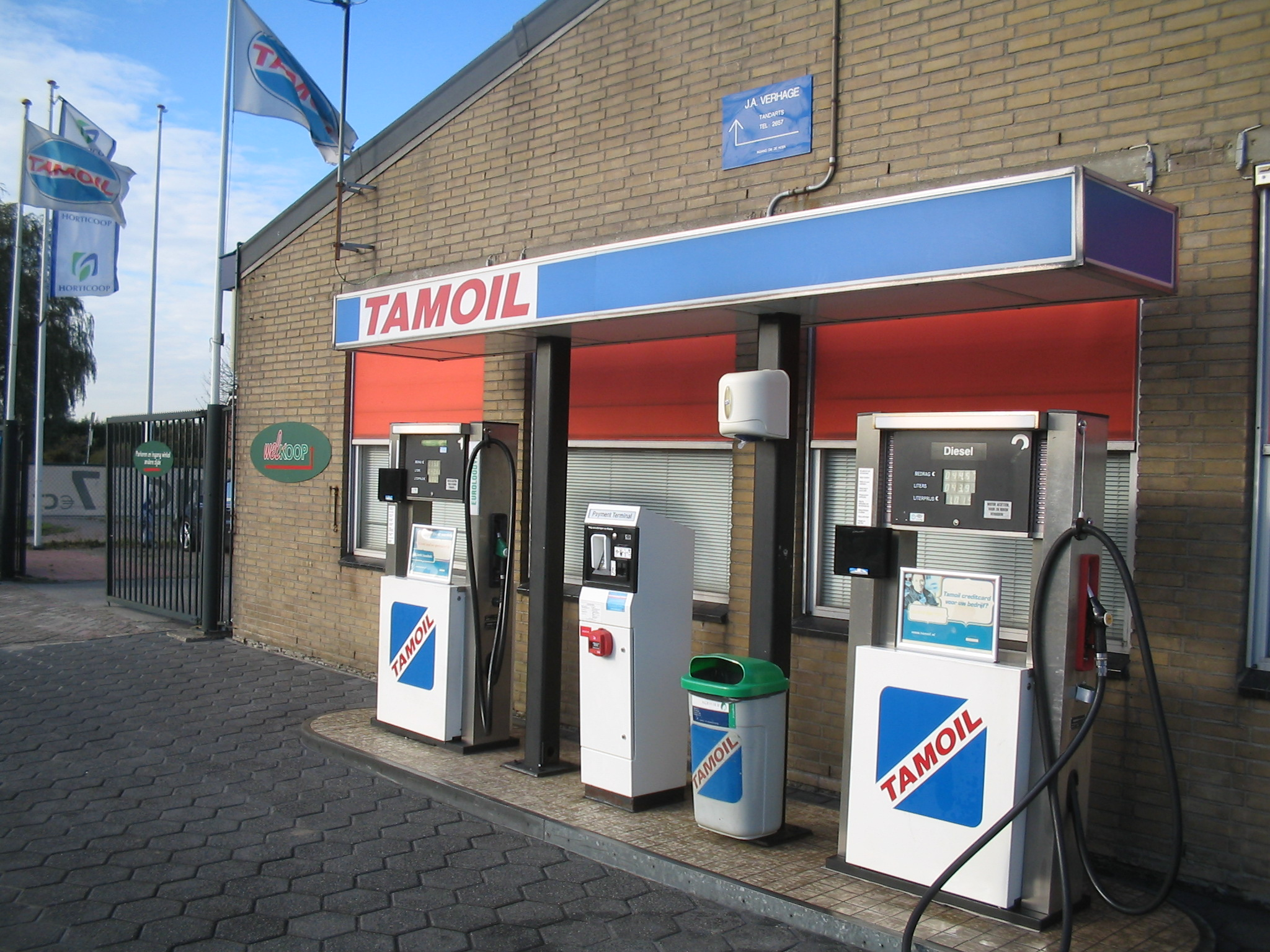
Patronacka stacja benzynowa Tamoil

Tamoil – marka handlowa holenderskiego dystrybutora paliw Oilinvest B.V. Group, założonego wspólnie z libijskim rządem. Pod marką Tamoil przedsiębiorstwo zajmuje się wydobyciem i obrotem nieprzetworzoną ropą naftową oraz przetwórstwem i handlem pochodnymi. W 2004 roku przedsiębiorstwo posiadało niecałe 3000 stacji benzynowych w Europie i 150 w Afryce.
Przedsiębiorstwo założone przez Mouttę Azeia w roku 1981. Głównymi odbiorcami przedsiębiorstwa są: Arabia Saudyjska, Turcja, Grecja, Włochy, Malta, Maroko, oraz Hiszpania.
Przez pewien czas firma Tamoil była sponsorem włoskiej drużyny piłkarskiej Juventus F.C.